# Драке, Фридрих

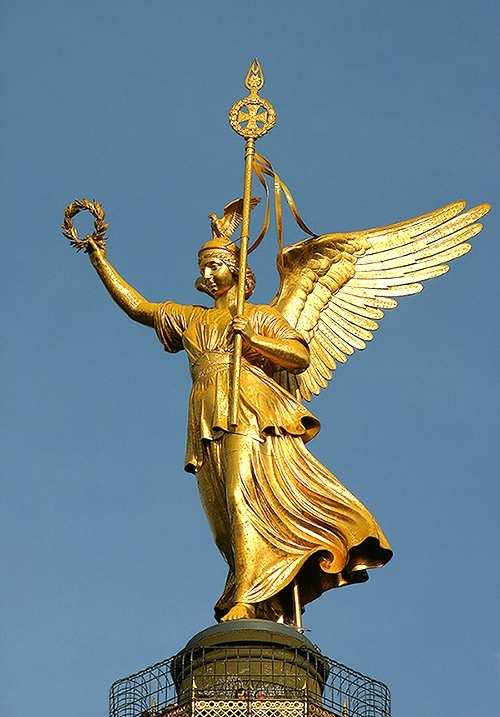
Статуя Виктории на берлинской колонне Победы

Иоганн Фридрих Драке (нем. Johann Friedrich Drake; 23 июня 1805, Пирмонт — 6 апреля 1882, Берлин) — немецкий скульптор, ученик Кристиана Даниэля Рауха, выдающийся представитель берлинской скульптурной школы. Самая известная работа Драке — статуя Виктории на берлинской колонне Победы.

## Биография
Сын механика, Фридрих Драке учился на токаря в Миндене, работал в отцовской мастерской и в свободное время создавал копии известных скульптур, которые пользовались успехом и хорошо продавались. По протекции одного из родственников Фридрих был принят в берлинскую мастерскую Рауха. В Берлине Драке посещал занятия в Королевской академии художеств и ассистировал Рауху в мастерской.
Первыми собственными работами Драке стали «Мадонна», барельеф по мотивам 5-й элегии Гёте и его первый крупный заказ — громадная статуя Юстуса Мёзера для города Оснабрюка. Полученный гонорар позволил Драке отправиться в обязательную для немецких художников поездку по Италии. В Риме Драке с рекомендательным письмом Рауха посетил датского скульптора Бертеля Торвальдсена. В 1837 года Драке вернулся в Берлин и был избран в члены Прусской академии художеств, открыл собственную мастерскую и пригласил к себе из Пирмонта в помощники братьев Георга и Луи и сестру Каролину. Когда Каролина вышла замуж за художника Эдуарда Майерхайма, Драке в 1843 году женился на уроженке Гамбурга Лизетте Шёнхерр, с которой у них родилось шестеро детей.
В 1847 году Драке получил титул королевского профессора. В 1852—1866 годах преподавал в Прусской академии художеств. В 1863 году был награждён орденом Pour le Mérite в области науки и искусств. Мастерская Драке получала многочисленные заказы. Король Пруссии Фридрих Вильгельм IV заказал Драке памятник своему отцу Фридриху Вильгельму III, который в 1849 году был установлен в Тиргартене. К 400-летнему юбилею Филиппа Меланхтона в 1855 году город Виттенберг заказал Драке памятник сподвижнику Лютера, чтобы установить его рядом с памятником Лютеру работы Иоганна Готфрида Шадова. 4 июля 1876 года, к 100-летию провозглашения независимости США в Филадельфии был открыт памятник исследователю Америки Александру Гумбольдту работы Драке. Работы Драке принимали участие не только в академических, но и международных выставках.
В 1873 году состоялось торжественное открытие берлинской колонны Победы, для которой Драке создал позолоченную фигуру Виктории высотой в 8,3 м, получившую у берлинцев прозвище «Золотая Эльза».